# Dvoglasnik
Dvóglásnik ali diftóng je samoglasniški glasnik (fonem) z drsnim izgovorom med dvema izgovornima točkama, od katerih je ena lahko težiščna, na primer au v nemščini ali ie in ei v dolenjščini, ei in ou v prekmurščini.  Dvoglasnik je tudi zveza samoglasnika in zvočnika, zlasti obeh drsnikov, j in v (na primer v dàj, pràv). V slovenščini se namreč j in v na koncu zlogov in pred soglasniki izgovarjata kot prava samoglasnika i in u, zato tvorita s predstoječim samoglasnikom dvoglasnik.